# The Seventh Day (film 1909)
The Seventh Day è un cortometraggio muto del 1909 scritto e diretto da David W. Griffith.

## Trama
La signora Herne preferisce dedicarsi ai suoi obblighi sociali piuttosto che accudire i figli. Il marito, alla fine, chiede il divorzio ma lei, per ragioni finanziarie, chiede la custodia dei bambini. Il giudice che deve decidere offre alla donna la possibilità di dimostrare di essere una buona madre: i figli resteranno con lei se lei, nel giro di una settimana, avrà conquistato il loro amore che essi, al momento, riservano solo al padre.

## Produzione
Il film fu prodotto dalla Biograph Company

## Distribuzione
Distribuito dalla Biograph Company, il film - un cortometraggio di  211,25 metri - uscì nelle sale cinematografiche statunitensi il 26 agosto 1909. Nelle proiezioni, veniva programmato con il sistema dello split reel, accorpato in un'unica bobina con un altro cortometraggio prodotto dalla Biograph e diretto da Griffith, la commedia Oh, Uncle!.